# Henriëtte Laan
Henriëtte Laan (Utrecht, 14 april 1949) is een voormalig Nederlands televisieomroepster bij de Evangelische Omroep in de jaren 1976-1996. Naast haar werk als omroepster presenteerde ze onder meer het televisieprogramma Vrouw zijn en op de radio de programma's Geef mij maar Amsterdam en Holland ze zeggen.